# Riu (Montagut i Oix)
Riu és un poble disseminat, actualment gairebé despoblat, del terme municipal de Montagut i Oix, a la Vall de Riu, en el sector nord-oest de la serra de Guitarriu, sobre la riba esquerra de la riera de Sant Aniol, als peus de la muntanya del Puig de Bassegoda. Forma part de la subcomarca de l'Alta Garrotxa.
L'any 1831 tenia 123 habitants, i l'any 1857 en tenia 228. A principis del Segle XX en tenia 104.
El nucli del poble és l'església romànica de Sant Feliu de Riu, construïda el segle XII. A part de l'església, al terme de Riu hi destaquen la Casa de la Plana i Ca n'Agustí. També hi ha l'ermita de la Mare de Déu d'Agulles, a prop del Coll de Riu, que connecta amb Bassegoda.
Riu era un ens local independent que amb la fi de l'Antic Règim Senyorial va tenir ajuntament, però que per la seva petita població va ser incorporat a l'antic municipi d'Oix el 1846, juntament amb d'altres pobles de la zona. El 1972 l'antic municipi d'Oix va passar a formar part del de Montagut per conformar l'actual de Montagut i Oix.
EL terme de Riu aplega també la Vall d'Aguja, on hi destaca l'església de Sant Aniol d'Aguja (antic monestir) i el Gorg Blau, un encisador indret a la capçalera de la Riera de Sant Aniol. A vegades s'esmenta que l'àrea de Sant Aniol d'Aguja pertanyia al terme de Bassegoda.